# Prieuré Saint-Benoît de Palendriai
Le prieuré Saint-Benoît est un monastère bénédictin situé près de Kelmė (l'ancienne Kelm), à l'est de Klaipėda en Lituanie. Fondé en 1996, il dépend de l'abbaye Saint-Pierre de Solesmes (France).

## Histoire
Dix moines de l'abbaye de Solesmes, menés par le P. de Broc, osb, et rejoints par deux jeunes Lituaniens ont fondé en 1996 une communauté monastique en Lituanie dans le hameau de Palendriai, diocèse de Šiauliai. Ils se sont d'abord installés dans une maison, devenue ensuite hôtellerie pour retraitantes, et ont construit un monastère, dont l'église a été inaugurée en 2001. 
Ce retour des bénédictins a été considéré comme un événement dans ce petit pays, longtemps privé de présence monastique. Les moines sont fidèles à la devise bénédictine ora et labora. Ils reçoivent pour des retraites et des récollections.
Le prieuré saint Benoît est affilié à la congrégation de Solesmes.

## Personnalités
- En octobre 2011, en qualité de Premier ministre, François Fillon, par ailleurs Conseiller municipal de Solesmes, visita le prieuré de Palendriai, accompagné du maire de Solesmes et de son prédécesseur[2].